# Berezolukî, Rojîșce
Berezolukî (în ucraineană Березолуки) este localitatea de reședință a comunei Berezolukî din raionul Rojîșce, regiunea Volînia, Ucraina.

## Demografie
Componența lingvistică a localității Berezolukî
     Ucraineană (99,49%)
     Alte limbi (0,51%)
Conform recensământului din 2001, majoritatea populației localității Berezolukî era vorbitoare de ucraineană (99,49%), existând în minoritate și vorbitori de alte limbi.